# Utagaki
Utagaki (歌垣) o kagai (嬥歌) son nombres dados a un conjunto de festivales eróticos sintoístas. Se celebraban bianualmente en primavera y otoño, y conllevaban la práctica grupal de cánticos, bailes, banquetes, sexo ritual y recitales de poesía romántica.

## Etimología
La palabra utagaki podría provenir de un homófono de diferentes kanji, 歌掛き, que supondría una acortación de uta o kakeru ("encuentro de canciones" o "presentación de canciones"). Por su parte, kagai es un sinónimo usado en el dialecto de Tōhoku, posiblemente emparentado con kakeai ("competición lírica").

## Historia
El rito del utagaki parece haberse originado con anterioridad al período Nara (710-794), alcanzando su auge en esta misma época, aunque podría haber existido ya tres siglos antes, en los tiempos del Emperador Kenzō. De la celebración y sus pormenores dan fe el Man'yōshū, el Fudoki y otros documentos contemporáneos de la literatura más antigua de Japón. Se cree que su origen está relacionado con las fiestas del kunimi y el hanami.
Se trataba de una fiesta de la fertilidad, relacionada con el ciclo de los cultivos y las cosechas, hecho por el que tenía lugar en las transiciones estacionales. Existía una gran cantidad de variantes regionales, pero la mayoría incluían el ofrendamiento de relaciones sexuales a los dioses locales, permitido en esta ocasión por la abolición temporal de las normas referentes al matrimonio y al decoro. De esta manera, con la bendición de las divinidades, tanto la virilidad de los hombres como la fertilidad de las mujeres se verían potenciadas, trayendo prosperidad a las poblaciones y a sus gentes. Se trataba de un rito de prestigio, y se tiene constancia del Emperador Shōmu y su hija la Emperatriz Shōtoku visitándolos para ofrecer regalos.
El festival tomaba generalmente la forma de banquetes en las montañas, donde se intercambiaban poesías y canciones entre los participantes, que competían por seducir pretendientes. El monte Tsukuba de la prefectura de Ibaraki era un lugar especialmente popular para esto, atrayendo gente de todo Kanto. A veces, los mismos santuarios servían como escenario para los encuentros sexuales, como era costumbre en la prefectura de Oita. En algunas localidades, como en Ibaraki y Aichi, la fiesta consistía en un desfile o danza ritual (kagura) tras la cual se daría licencia para entablar relaciones.
A pesar de constituir una fractura de la rigidez social, la acción de la fiesta contenía sus propias normas. Las mujeres disponían de libertad para rechazar o acceder al cortejo que se les daba, aunque en algunas ocasiones existía la única condición de tener sexo con al menos tres hombres en el transcurso. El utagaki suponía a los solteros una oportunidad para encontrar pretendientes fuera de la población inmediata, y a los enamorados una excusa para tener encuentros sexuales. Concebir hijos en estos festivales no era considerado deshonroso, aunque, si la madre no estaba casada, conllevaba al padre las mismas obligaciones que la bastardía convencional.
En 798, en la época del Emperador Kanmu, se promulgó una ley contra los festivales nocturnos (yo-matsuri) debido a su excesiva licenciosidad, pero el utagaki en sí sobrevivió a lo largo de varios siglos, llegando a ser integrado sincréticamente con el festival ullambana del budismo de Amitabha. No sería hasta la llegada de la influencia occidental y los edictos de la restauración Meiji que se llegó a su supresión. A pesar de ello, vestigios del utakagi perviven en los archipiélagos de Izu y Ryukyu, aunque ya desprovistos de su cariz sexual, o limitados al ámbito de la pareja.